# Iridopsis huambaria
Iridopsis huambaria là một loài bướm đêm trong họ Geometridae.